# 보잉 F-15SG
보잉 F-15SG는 미국이 제작한 전투기이다. 싱가포르가 주문했으며 기존 F-15E에서 개조한 F-15E 계열의 전투기이다. 동남아시아 최강의 전투기로 평가받는다. AESA 레이다를 장착하고 드넓은 작전반경을 자랑하는 강력한 작전수행능력을 갖추고 있다. 싱가포르 공군이 가진 전투기 중 최강으로 평가받는다. 

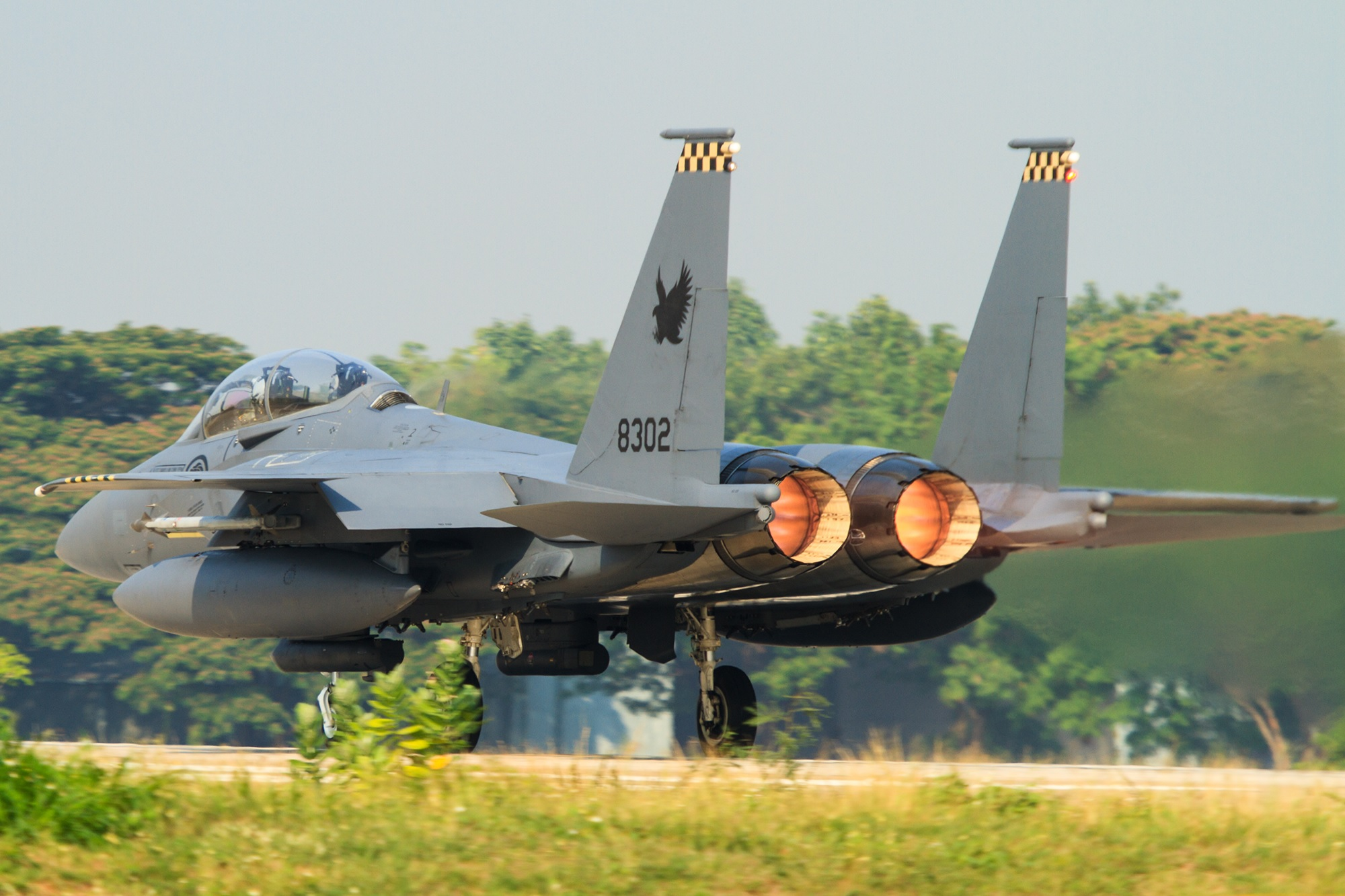
F-15SG의 모습이다.

## 역사
2005년 9월 6일, F-15SG가 라팔을 누르고 차세대 싱가포르 공군기로 채택됐다. 2005년 12월, 12대의 F-15를 주문하는 것을 시작으로 싱가포르 공군의 F-15 역사는 시작됐다. 한국과 비슷한 시기에 F-15 도입을 한 싱가포르는 다른 여러 나라들처럼 한국의 무기도입을 주목한후 한국과 동일한 선택을 한 케이스이다.
2013년 이후 추가 구매를 하는등 싱가포르의 F-15 도입은 순조로웠다. 싱가포르는 총 40대의 F-15SG를 보유하고 있다. 싱가포르는 F-16 전투기 80대와 F-15 전투기 40대로, F-15와 F-16간의 하이로우 비율은 1대2라고 볼 수 있다. 이외에도 싱가포르는 F-5 전투기 50대를 작전기로 운용하고 있다.

### F-15 계열 레이다 종류
- AN/APG-63 최초의 F-15다 : F-15C, F-15D

- AN/APG-70 업그레이드된 F-15E의 레이다다. : F-15E, F-15I, F-15S

- AN/APG-63(v)1 63에서 업그레이드된 기계식 레이다. :  F-15K

- AN/APG-63(v)2 에이사로 개조된 전자식 레이다. : 미국의 실험기에 한정.

- AN/APG-63(v)3 v2가 문제가 생겨 v2를 기반으로 만든 v3가 양산됐다. : 보잉 F-15SG, F-15SA

- AN/APG-82 F-15 계열 레이다 중 가장 첨단 레이다다. : F-15SE

## 관련 정보

### 관련 기종
- 보잉 F-15E 스트라이크 이글

- 보잉 F-15SA

- 보잉 F-15I

### 비교 기종
- 라팔
- F-15K
- 수호이-30MKI
- F-15SE

## 같이 보기
- AN/APG-63(v)3